# Voce del verbo amore
Voce del verbo amore è un film italiano del 2007 diretta da Andrea Manni.

## Trama
Ugo e Francesca sono una coppia di separati con due figli a carico: affrontano quotidianamente una vita piena di litigi e difficoltà. Un giorno i due si incontrano al supermercato e, a seguito dell'ennesimo litigio, loro figlio Alessio fugge via, fino ad arrivare a un centro di nomadi africani, uno dei quali, dopo averlo fatto mangiare, lo porta al commissariato.
Alla fine, Ugo e Francesca si rimettono insieme.